# Ephedra rhytidosperma
Ephedra rhytidosperma — вид голонасінних рослин класу гнетоподібних.

## Поширення, екологія
Країни проживання: Китай (Ганьсу, Внутрішня Монголія, Нінся); Монголія. Чагарник, що росте на сухих кам'янистих схилах і заплавах нижче 1500 м. Запилення відбувається в травні, а насіння дозріває в червні.

## Використання
Стебла більшості членів цього роду містять алкалоїд ефедрин і відіграють важливу роль в лікуванні астми та багатьох інших скарг дихальної системи.

## Загрози та охорона
Немає серйозних загроз в даний час. Кілька колекції представлені з регіону гори Хелан, Китай, який є національним заповідником.